# Мархель Роман Романович
Роман Романович Мархель (1931–1982) — архітектор Вінниці та Вінницької області, автор ряду пам'ятників та споруд міста, деякі з яких стали його символами — Вінницька арка, Пам'ятник радянським льотчикам, загиблим при звільненні міста.

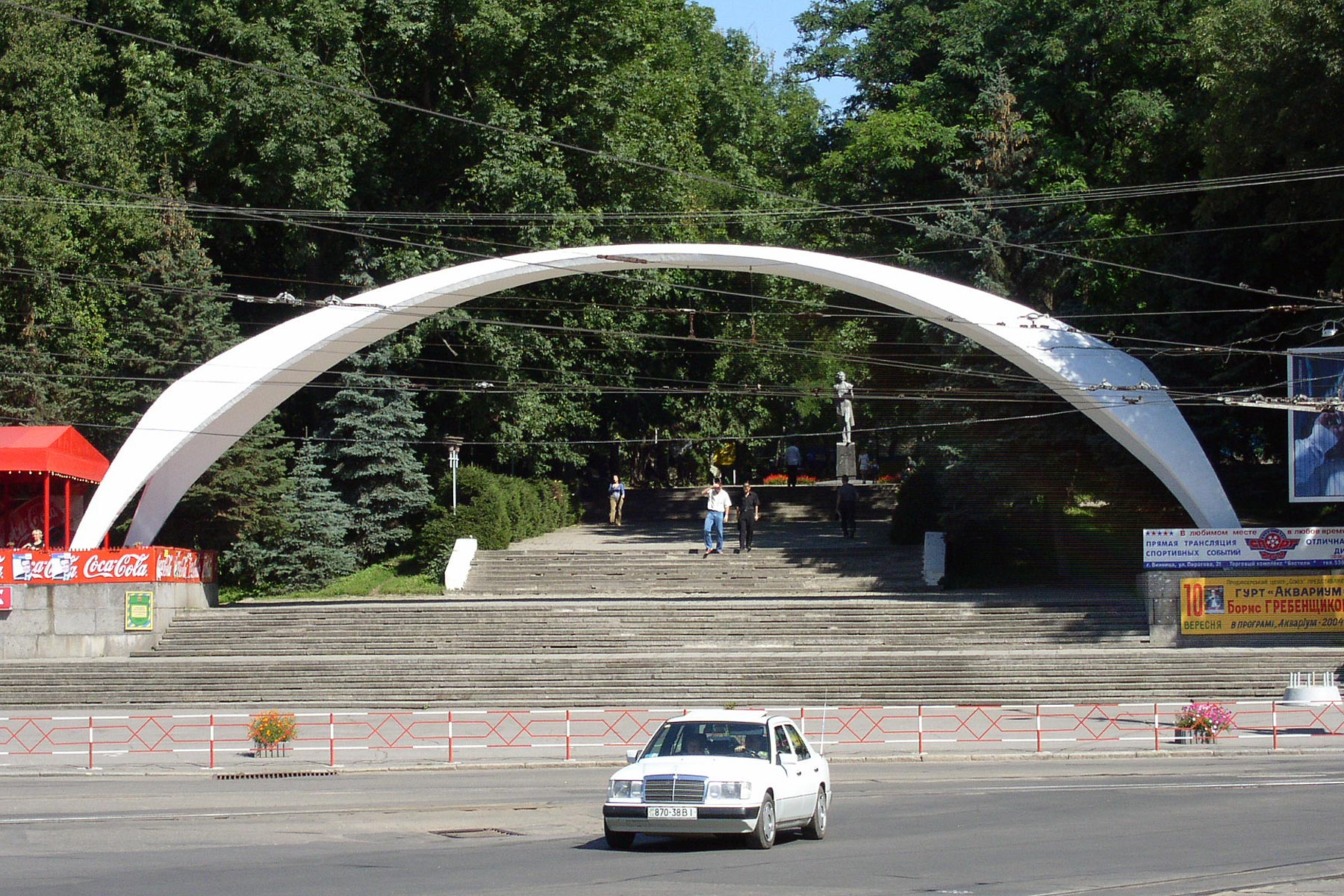
Арка головного входу у Вінницький центральний парк

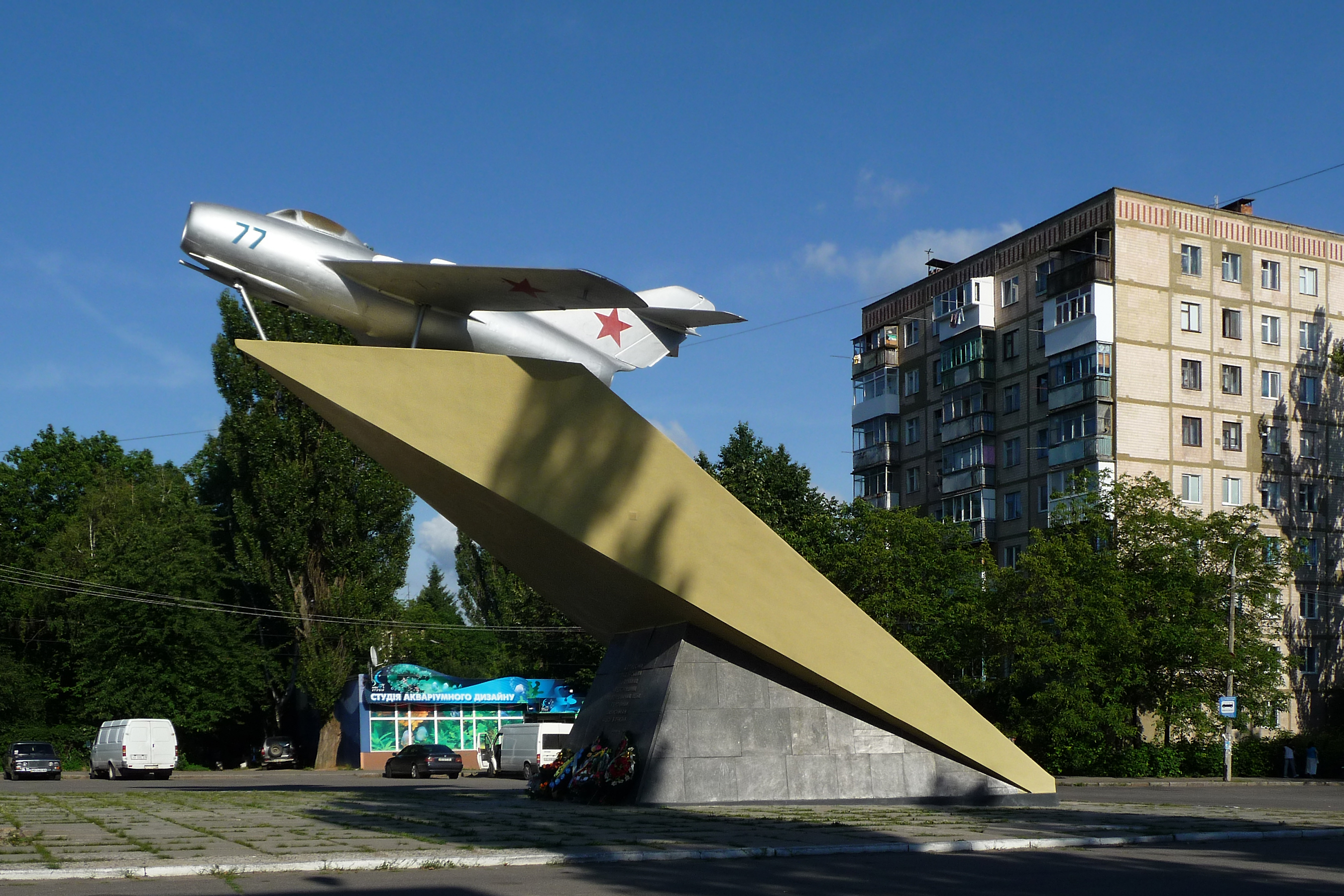
Монумент авіаторам у Вінниці

## Родина Мархелів
Родина мала польське коріння, хоча й довгий час мешкала у Дніпропетровську. Коли після революції з'явилась можливість повернутись на історичну батьківщину, Мархелі виїхали туди поїздом. У дорозі дід Романа захворів на черевний тиф, родині довелось терміново перервати поїздку, до Польщі не доїхали. Вокзал, на якому вони зійшли із потяга, за випадковим збігом обставин був саме вінницьким. У родинних розповідях не збереглись причини того, чому Мархелі, врешті-решт, відмовились від своїх попередніх планів. Але у Польщу вони вже не поїхали, з того часу Вінниця стала їхнім новим прихистком.

## Дитинство
У Вінниці 1932 року народився Роман Мархель. Виховувала його мати, адже хлопчик рано утратив батька (у 1937 році той потрапив під хвилю сталінських репресій). У вихованні допомагала тітчина родина — Куріїв.
Юрій Курій (юний герой-підпільник) та Роман Мархель були двоюрідними братами. Роман, через свій малий вік, участь у роботі антифашистського підпілля не брав. Але, як і більшість членів родини, був змушений наприкінці війни переховуватись. Аби дитина не стала жертвою ворожої помсти, був вивезений матір'ю у село. Хлопчика заховали на печі у сільській хаті. За збігом обставин, разом із ним переховувався і хворий на туберкульоз чоловік від якого він заразився, пізніше, Роман так не був вилікуваний повністю.
З дитинства любив малювати, добре вчився, пізніше виявив хист до графіки, чітких архітектурних ліній, цікавився будівництвом. У родині Мархелів це було родинним — вправно тримав пензель і двоюрідний брат, і його дід. По закінченні четвертої школи поїхав навчатись у Київський інженерно-будівельний інститут, який в свою чергу закінчив у 1958 р. Випускники отримували розподіл по всьому СРСР — могли відправити й у Магадан чи Ташкент без згоди студента. Втім, рідні все ж таки витребували Роману направлення на роботу саме у рідну Вінницю. На їх прохання зглянулись лише тому, що в юнака почала загострюватись хвороба і так відверто ризикувати його здоров'ям, розподіляючи у далекі краї нікому не хотілось.

## Робота та сім'я
Першою організацією, де працював Роман, став «Облпроект». На той час у Радянському Союзі почали активно розбудовувати село. У Вінницькій області теж споруджувались усе нові й нові об'єкти — і житлові, і господарські, і культурні. До багатьох із них мав безпосереднє відношення саме Роман. Його робота полягала в архітектурній прив'язці кожного будівельного проекту до конкретної місцевості. Потрібно було врахувати безліч важливих факторів: клімат, особливості топографії, ґрунтів, рельєфів, перспективи розвитку сусідніх будівництв тощо. Лише досконало розібравшись в усіх цих подробицях, Роман Мархель надавав детальні висновки щодо можливого спорудження нового об'єкта. Робота ця була складна, дуже відповідальна. Від неї, врешті, залежав успіх усього майбутнього будівництва. Будівель було дуже багато. Мабуть, не було такого райцентру, де б «Облпроект» не розбудовував свої проекти, відповідно, у кожному була й частка праці Мархеля.
Інна Юхимівна Мархель — його дружина. Одружились вони у 1965 році. Йому мало ось-ось виповнитись 34, їй — 31 рік. На той час це вважалось пізнім шлюбом. Якось їхня доля поступово зводила і, врешті, звела разом — вони працювали у організаціях, які були пов'язані одна з одною. У нього — «Облпроект», у неї — «Укржилремпроект», який йшов крок у крок за будівельниками. І там працювало багато колишніх шкільних друзів Інни.
У 1965—1969 рр. — заступник начальника облвідділу в справах будівництва і архітектури, тобто заступником обласного архітектора Антонія Крейчі; 1969—1970 рр. — старший архітектор в інститутах «Гіпцивільпромбуд» («Діпроцивільпромбуд») та «Укржилремпроект». На цей період й припадають його найвагоміші архітектурні проекти.

## Реалізовані творчі проекти
Автор проектів будівлі інституту ПКТІ (1961—1964 рр.), архітектурного рішення та благоустрою головного входу в Центральний парк ім. Горького (1965—1967 рр.) з прив'язкою до місцевості площі ім. Гагаріна, монумента авіаторам (1968—1969 рр.). Брав участь у розробці проекту реконструкції будівлі Ощадбанку з магазином ювелірторгу (1964—1965 рр.), автор архітектурного проекту фасадів будівлі «Політпросвіти» (1968—1969 рр.).

## Захоплення
Мархель був затятим філателістом, колекціонував поштові марки з великим ентузіазмом. На той час це було дуже розповсюджене захоплення.

## Смерть
Хвороба прогресувала, і у 1982 році він помер. За життя жодних премій, додаткових грошових винагород або почестей його проекти так і не принесли. Біля об'єктів, які він створив, годі шукати таблички з іменем архітектора. Але він був дуже задоволений із того, що його ідеї живуть, а збудоване радує вінничан. Іншого задоволення йому й не треба було.